# Le Mesnilbus
Le Mesnilbus település Franciaországban, Manche megyében. Lakosainak száma 344 fő (2018. január 1.). Le Mesnilbus Feugères, Montcuit, Saint-Aubin-du-Perron, Saint-Martin-d’Aubigny és Saint-Michel-de-la-Pierre községekkel határos.

## Népesség
A település népességének változása:
| Lakosok száma | 329  | 275  | 271  | 261  | 255  | 305  | 318  | 339  | 339  | 344  |
|               | 1968 | 1975 | 1982 | 1999 | 2006 | 2011 | 2013 | 2016 | 2017 | 2018 |